# Lothar Mendes
Lothar Mendes (19 de mayo de 1894 – 25 de febrero de 1974) fue un director y guionista cinematográfico alemán.

## Biografía
Nacido en Berlín, Alemania, Lothar Mendes fue seguidor de las enseñanzas teatrales de Max Reinhardt. Inició su carrera de director en 1921 en Alemania y en Austria. Su último film alemán, Die Drei Kuckucksuhren (1925), es considerado como el mejor de ese período.
En 1926 fue a Hollywood en 1926, casándose con la estrella del cine mudo Dorothy Mackaill, de la que se divorció en 1928. Al inicio de los años 1930 trabajó para Paramount Pictures, compañía para la cual dirigió diversos dramas y los filmes en Paramount on Parade y I Had a Million.
Después prosiguió su carrera en Inglaterra, dirigiendo en 1934 la cinta anti-nazi  El judío Süß, su película más conocida, y que estaba protagonizada por Conrad Veidt.
Tras el inicio de la Segunda Guerra Mundial, Lothar Mendes volvió a Hollywood, retirándose del mundo del cine en 1946.
Mendes falleció en Londres, Inglaterra, en 1974.

## Filmografía
| - 1921: Deportiert - 1921: Der Abenteuer - 1921: Das Geheimnis der Santa Maria - 1922: Scheine des Todes - 1923: S.O.S. die Insel der Tränen - 1924: Der Mönch von Santarem - 1925: Liebe Macht Blind - 1926: Prince of Tempters - 1928: A Night of Mystery - 1928: Adventure Mad - 1928: Interference - 1928: Street of Sin - 1929: The Four Feathers, codirigida con Merian C. Cooper y Ernest B. Schoedsack - 1929: Dangerous Curves - 1929: Illusion - 1929: The Marriage Playground | - 1930: Paramount on Parade - 1931: Ladies' Man, director y actor - 1931: Personal Maid, director y productor - 1932: If I Had a Million - 1932: Payment Deferred - 1932: Strangers in Love - 1933: Luxury Liner - 1934: El judío Süß - 1936: The Man Who Could Work Miracles - 1937: Moonlight Sonata, con Ignacy Jan Paderewski, director y productor - 1941: International Squadron - 1942: Nazi agent, guionista, film de Jules Dassin - 1943: Flight for Freedom - 1946: Tampico |